# Hicham Hosni
Hicham Hosni, né le 12 avril 1965 à Tunis, est un homme politique tunisien, membre de l'assemblée constituante élue le 23 octobre 2011.

## Biographie
Il effectue ses études à l’école de la rue de Russie puis au collège et au lycée technique de l'Ariana. Il poursuit son cursus à la faculté des sciences de Tunis et se spécialise en mathématiques et physique ; il entre ensuite à l’Institut supérieur de l’éducation et de la formation continue pour y obtenir une maîtrise en mathématiques.
Militant communiste à partir de 1986 et syndicaliste à partir de 1989, Hosni fonde le Parti de la lutte progressiste en mars 2011, avant d'être élu le 23 octobre 2011 à l'assemblée constituante comme représentant dans la première circonscription de Tunis ; il est le seul à représenter son parti, avant de le quitter à la suite de la décision prise de geler ses activités. Au sein de l'assemblée, il est également membre de la commission de la magistrature judiciaire, administrative, financière et constitutionnelle.
Hicham Hosni est divorcé.